# عملية نقطة الارتكاز
عملية نقطة الارتكاز هي سلسلة من التجارب النووية الأمريكية تتكون من 21 تجربة نووية أجريت بين عامي 1976-1977. سبقت هذه الاختبارات سلسلة عملية السندان وتلتها سلسلة عملية نبراس.